# Токарева (Каменськ-Уральський міський округ)
То́карева (рос. Токарева) — присілок у складі Каменськ-Уральского міського округу Свердловської області.
Населення — 8 осіб (2010, 1 у 2002).
Національний склад станом на 2002 рік: росіяни — 100 %.